# Amelio Piceda
Amelio Constantino Piceda (Las Toscas, Argentina; 25 de junio de 1917 - Villa Gobernador Gálvez, Argentina; 3 de marzo de 1985), apodado Kid Noli, fue un boxeador argentino de peso wélter, poseedor de un récord de 66 peleas como profesional entre 1939 y 1951, aunque se ausentó de la competencia entre 1948 y 1950.

## Biografía

### Primeros años y amateurismo
Amelio Piceda nació el 25 de junio de 1917 en la norteña ciudad santafesina de Las Toscas, hijo de dos inmigrantes italianos, Elena Rossi y Martín Piceda, siendo parte de una familia humilde junto a sus hermanos Domingo y Mario. A la edad de ocho años, tuvo su primer contacto con el boxeo, siendo su primer entrenador José Pinasco.
Luego se mudarían a Rosario, en el sur santafesino, viviendo en la calle Dean Funes al 438. Tanto él como sus hermanos prácticaban el mismo deporte, boxeo, así que, para evitar confusiones, tomó el apodo de "Kid Noli". En 1932, fue recibido por el club Sportsman Boxing, adentrándose en el boxeo amateur, donde consiguió los títulos Rosarino, Argentino, Sudamericano, Panamericano e Internacional, este último en Chicago, Estados Unidos.

### Profesionalismo
Su primer combate profesional sucedió el 20 de diciembre de 1939 contra el italiano Enzo Rolla, en Rosario, ganándole por abandono en la sexta vuelta. Luego, con su hermano Domingo como representante y Juan Umberto Natale como promotor, venció en el Luna Park a Salvador Ceppi, logrando cierto reconocimiento. El 1 de junio también derrotaría al entonces campeón argentino de peso wélter, Jaime Averboch, que tenían una gran rivalidad desde el amateurismo.
A estos combates le siguieron las victorias sobre el cubano Buides Mora y el chileno Simón Guerra, pero su más importante batalla, por entonces, fue el 2 de noviembre de 1940 contra el santiagueño Francisco “El Expreso Payucano” Suárez en el Luna Park, que terminó con victoria de Piceda, llevando a su consagración. La revancha, el 8 de febrero de 1941, resultó en empate. En esos años luchó contra algunos de los mejores pulgistas del momento Mario Díaz, Kid Azteca y Kid Cachetada, entre otros, pero su primer derrota sucedió por puntos en doce capítulos contra Domingo Archino el 20 de mayo de 1944, siendo su combate número 41.
El 12 de febrero de 1944 logró la chance de pelear por el título argentino wélter que estaba vacante contra Guillermo “La Vieja” López, derrotándolo por puntos. Fue campeón del mismo hasta su retiro, en 1951, defendiéndolo en tres ocasiones, contra Domingo Archino, Mario Díaz y el mismo López.
Uno de sus últimos y más importantes combates sucedió el 6 de diciembre de 1947, en el Luna Park, donde se enfrentó al “Zurdo” Lausse, quien venía con una racha de quince victorias por nocaut y dos por puntos. Tras doce episodios, el jurado le dio la victoria a Piceda, terminando con la imbatibilidad de Lausse. Realizó dos presentaciones más en 1951, cuando la última marcó el retiro, ganándole por decisión al español José Álamo Medina en el Luna Park.
Fue concejal de Rosario y directivo del Sindicato de Trabajadores Municipales. Falleció en Villa Gobernador Gálvez el 3 de marzo de 1985, a los 67 años.

## Récord profesional
| Récord profesional | Récord profesional | Récord profesional | Récord profesional |
| 66 peleas          | 48 victorias       | 4 derrotas         | 13 empates         |
| Nocaut             | 3                  | 1                  | -                  |
| Decisión           | 45                 | 3                  | 13                 |
| ------------------ | ------------------ | ------------------ | ------------------ |

| Resultado | Récord  | Rival                | Método | Fecha                    | Localización                         | Título               |
| Victoria  | 48-4-13 | José Álamo Medina    | PTS    | 7 de abril de 1951       | Luna Park, Buenos Aires              |                      |
| Victoria  | 47-4-13 | Juan Carreno         | PTS    | 10 de marzo de 1951      | Rosario                              |                      |
| Victoria  | 46-4-13 | Eduardo Lausse       | PTS    | 6 de octubre de 1947     | Luna Park, Buenos Aires              |                      |
| Victoria  | 45-4-13 | Pedro Ferreyra       | PTS    | 12 de septiembre de 1947 | Rosario                              |                      |
| Derrota   | 44-4-13 | Mario Diaz           | PTS    | 14 de junio de 1947      | Luna Park, Buenos Aires              |                      |
| Empate    | 44-3-13 | Kid Cachetada        | PTS    | 17 de mayo de 1947       | Luna Park, Buenos Aires              |                      |
| Victoria  | 44-3-12 | Conrado Vera         | PTS    | 24 de agosto de 1946     | Luna Park, Buenos Aires              |                      |
| Derrota   | 43-3-12 | Antonio Fernández    | PTS    | 30 de marzo de 1946      | Teatro Caupolicán, Santiago de Chile |                      |
| Victoria  | 43-2-12 | Humberto Buccione    | PTS    | 23 de marzo de 1946      | Teatro Caupolicán, Santiago de Chile |                      |
| Empate    | 42-2-12 | Humberto Buccione    | PTS    | 2 de marzo de 1946       | Teatro Caupolicán, Santiago de Chile |                      |
| Victoria  | 42-2-11 | Salomon Donoso       | PTS    | 20 de diciembre de 1945  | Córdoba                              |                      |
| Victoria  | 41-2-11 | Guillermo López      | PTS    | 3 de noviembre de 1945   | Luna Park, Buenos Aires              |                      |
| Victoria  | 40-2-11 | Alfonso Senatore     | PTS    | 20 de octubre de 1945    | Luna Park, Buenos Aires              |                      |
| Empate    | 39-2-11 | Mario Díaz           | PTS    | 15 de septiembre de 1945 | Luna Park, Buenos Aires              |                      |
| Derrota   | 39-2-10 | Alfonso Senatore     | KO     | 24 de mayo de 1945       | Luna Park, Buenos Aires              |                      |
| Victoria  | 39-1-10 | Guillermo López      | PTS    | 5 de mayo de 1945        | Luna Park, Buenos Aires              | Retiene (FAB Wélter) |
| Victoria  | 38-1-10 | Mario Díaz           | PTS    | 17 de marzo de 1945      | Luna Park, Buenos Aires              | Retiene (FAB Wélter) |
| Empate    | 37-1-10 | Mario Díaz           | PTS    | 25 de noviembre de 1944  | Luna Park, Buenos Aires              |                      |
| Victoria  | 37-1-9  | Sebastián Romanos    | PTS    | 18 de noviembre de 1944  | Rosario                              |                      |
| Victoria  | 36-1-9  | Domingo Archino      | PTS    | 11 de noviembre de 1944  | Luna Park, Buenos Aires              |                      |
| Victoria  | 35-1-9  | Mario Díaz           | PTS    | 21 de octubre de 1944    | Luna Park, Buenos Aires              |                      |
| Victoria  | 34-1-9  | Guillermo López      | PTS    | 30 de septiembre de 1944 | Luna Park, Buenos Aires              |                      |
| Victoria  | 33-1-9  | Reynaldo Buides Mora | PTS    | 29 de julio de 1944      | Córdoba                              |                      |
| Victoria  | 32-1-9  | Zacarías Flores      | PTS    | 22 de julio de 1944      | Rosario                              |                      |
| Victoria  | 31-1-9  | Domingo Archino      | PTS    | 8 de julio de 1944       | Luna Park, Buenos Aires              | Retiene (FAB Wélter) |
| Derrota   | 30-1-9  | Domingo Archino      | PTS    | 20 de mayo de 1944       | Luna Park, Buenos Aires              |                      |
| Victoria  | 30-0-9  | Humberto Buccione    | PTS    | 1 de abril de 1944       | Luna Park, Buenos Aires              |                      |
| Victoria  | 29-0-9  | Luis Juárez          | PTS    | 4 de marzo de 1944       | Rosario                              |                      |
| Victoria  | 28-0-9  | Guillermo López      | PTS    | 12 de febrero de 1944    | Luna Park, Buenos Aires              | Gana (FAB Wélter)    |
| Empate    | 27-0-9  | Domingo Archino      | PTS    | 28 de enero de 1944      | Luna Park, Buenos Aires              |                      |
| Victoria  | 27-0-8  | Juan José Fernández  | PTS    | 8 de diciembre de 1943   | Luna Park, Buenos Aires              |                      |
| Empate    | 26-0-8  | Guillermo López      | PTS    | 20 de noviembre de 1943  | Luna Park, Buenos Aires              |                      |
| Empate    | 26-0-7  | Guillermo López      | PTS    | 5 de septiembre de 1943  | Buenos Aires                         |                      |
| Empate    | 26-0-6  | Antonio Fernández    | PTS    | 7 de agosto de 1943      | Luna Park, Buenos Aires              |                      |
| Victoria  | 26-0-5  | Kid Azteca           | PTS    | 3 de julio de 1943       | Luna Park, Buenos Aires              |                      |
| Victoria  | 25-0-5  | Alfredo Pastoriza    | PTS    | 12 de diciembre de 1942  | Buenos Aires                         |                      |
| Victoria  | 24-0-5  | Carlos Liegard       | PTS    | 5 de diciembre de 1942   | Santiago del Estero                  |                      |
| Victoria  | 23-0-5  | Bom Bom Coronado     | KO     | 21 de noviembre de 1942  | Rosario                              |                      |
| Victoria  | 22-0-5  | Sebastián Romanos    | PTS    | 7 de noviembre de 1942   | Luna Park, Buenos Aires              |                      |
| Victoria  | 21-0-5  | Zacarías Flores      | PTS    | 1 de agosto de 1942      | Mar del Plata                        |                      |
| Empate    | 20-0-5  | Bom Bom Coronado     | PTS    | 25 de julio de 1942      | Buenos Aires                         |                      |
| Victoria  | 20-0-4  | Zacarías Flores      | PTS    | 4 de julio de 1942       | Santa Fe                             |                      |
| Victoria  | 19-0-4  | Francisco Suárez     | PTS    | 14 de junio de 1942      | Buenos Aires                         |                      |
| Victoria  | 18-0-4  | Víctor Castillo      | PTS    | 16 de mayo de 1942       | Luna Park, Buenos Aires              |                      |
| Victoria  | 17-0-4  | Sebastián Romanos    | PTS    | 10 de febrero de 1942    | Rosario                              |                      |
| Victoria  | 16-0-4  | Mak Perez            | PTS    | 31 de enero de 1942      | Rosario                              |                      |
| Victoria  | 15-0-4  | Bom Bom Coronado     | PTS    | 24 de enero de 1942      | Buenos Aires                         |                      |
| Victoria  | 14-0-4  | Francisco Suárez     | PTS    | 16 de enero de 1942      | Rosario                              |                      |
| Victoria  | 13-0-4  | Sebastián Romanos    | PTS    | 4 de diciembre de 1941   | Rosario                              |                      |
| Victoria  | 12-0-4  | Zacarías Flores      | PTS    | 5 de octubre de 1941     | Rosario                              |                      |
| Empate    | 11-0-4  | Guillermo López      | PTS    | 13 de septiembre de 1941 | Córdoba                              |                      |
| Victoria  | 11-0-3  | Francisco Suárez     | PTS    | 9 de agosto de 1941      | Buenos Aires                         |                      |
| Victoria  | 10-0-3  | Justo Gascón         | PTS    | 24 de mayo de 1941       | Buenos Aires                         |                      |
| Victoria  | 9-0-3   | Roberto Carrillo     | PTS    | 18 de marzo de 1941      | Rosario                              |                      |
| Victoria  | 8-0-3   | Arturo Monasterio    | PTS    | 18 de febrero de 1941    | Rosario                              |                      |
| Empate    | 7-0-3   | Francisco Suárez     | PTS    | 8 de febrero de 1941     | Estadio FAB, Buenos Aires            |                      |
| Victoria  | 7-0-2   | Alfonso Manau        | PTS    | 21 de noviembre de 1940  | Rosario                              |                      |
| Victoria  | 6-0-2   | Francisco Suárez     | PTS    | 2 de noviembre de 1940   | Luna Park, Buenos Aires              |                      |
| NC        | 5-0-2   | Alfonso Manau        | NC     | 7 de octubre de 1940     | Rosario                              |                      |
| Victoria  | 5-0-2   | Simón Guerra         | PTS    | 21 de septiembre de 1940 | Luna Park, Buenos Aires              |                      |
| Victoria  | 4-0-2   | Reynaldo Buides Mora | PTS    | 27 de julio de 1940      | Luna Park, Buenos Aires              |                      |
| Empate    | 3-0-2   | Luis Suárez          | PTS    | 20 de julio de 1940      | Córdoba                              |                      |
| Victoria  | 3-0-1   | Jaime Averboch       | PTS    | 1 de junio de 1940       | Luna Park, Buenos Aires              |                      |
| Empate    | 2-0-1   | Aníbal Sánchez       | PTS    | 11 de mayo de 1940       | Luna Park, Buenos Aires              |                      |
| Victoria  | 2-0-0   | Salvador Ceppi       | TKO    | 7 de marzo de 1940       | Luna Park, Buenos Aires              |                      |
| Victoria  | 1-0-0   | Enzo Rolla           | TKO    | 20 de diciembre de 1939  | Rosario                              |                      |